# Hexatoma aegle
Hexatoma aegle är en tvåvingeart som beskrevs av Alexander 1953. Hexatoma aegle ingår i släktet Hexatoma och familjen småharkrankar.
Artens utbredningsområde är Thailand. Inga underarter finns listade i Catalogue of Life.